# کتاب مقدس نئونی
«کتاب مقدس نئونی» (به انگلیسی: Neon Bible) آلبومی از آرکید فایر است که در سال ۲۰۰۷ میلادی منتشر شد.